# Loi canadienne sur la santé
La loi canadienne sur la santé (anglais : Canada Health Act) est une législation fédérale canadienne, adoptée en 1984, qui inscrit les conditions et les critères auxquels les provinces et les territoires doivent se conformer pour recevoir la totalité de la somme de paiements de transfert négociés touchant aux services médicaux (et notamment le Transfert canadien en matière de santé). Elle succède à d'autres lois et règlements établis à partir de 1957 dans le cadre du programme assurance-hospitalisation, étendu dans les années 60 sous le nom assurance-maladie.
La législation encourage les provinces à entretenir des plans d'assurance de santé publique pour leur résidents et décourage l'utilisation d'extra-facturation et des redevances par utilisateur dans la livraison de services médicaux. Le but et l'effet de l'acte sont d'entretenir des standards nationaux pour la livraison de soin de santé publique.
Depuis le jugement obtenu par le Dr Jacques Chaoulli (Chaoulli c. Québec (Procureur général)), le monopole de l’assurance santé est remis en question dans certaines provinces qui le pratiquaient jusqu'ici (telle le Québec). 